# Fondation Princesse-Grace-de-Monaco
 (avril 2019).
Si vous disposez d'ouvrages ou d'articles de référence ou si vous connaissez des sites web de qualité traitant du thème abordé ici, merci de compléter l'article en donnant les références utiles à sa vérifiabilité et en les liant à la section « Notes et références ».
 (avril 2019).
 (mai 2023).
La Fondation Princesse-Grace-de-Monaco est une œuvre internationale de bienfaisance à vocation charitable, culturelle et philanthropique créée en 1964 par le prince Rainier III de Monaco et la princesse Grace de Monaco. 
Depuis le décès de la princesse Grâce en 1982, la fondation est présidée par la princesse Caroline de Monaco, le prince Albert en assurant la vice-présidence.

## Activités
- Aide aux personnes en difficulté dont les cas n’entrent pas dans le cadre des organismes sociaux traditionnels.
- Financement de l’Académie de danse classique Princesse-Grace qui forme des danseurs et ballerines tout en leur permettant de poursuivre leurs études, générales et financement de la villa Casa Mia qui abrite les salles de répétition ainsi que l’internat.
- Aide aux élèves de l’Académie de musique Rainier-III, pour leur permettre de participer pendant deux mois chaque été aux stages de l’Aspen Music School aux États-Unis.
- Financement depuis 1984 d’une bibliothèque irlandaise, l’Irish Library, dont le rayonnement est devenu international; et mise à disposition par le Prince souverain d’une importante collection privée de livres et partitions de musique de son épouse.
- Financement, soutien et développement de l’artisanat monégasque traditionnel de broderie avec les Boutiques du Rocher.
- Aide à la rénovation et la réhabilitation de certains hôpitaux en Europe et dans les pays du tiers-monde.
- Aide à la recherche médicale du laboratoire de recherche de l’université et de l’hôpital Necker dans le domaine des vaccinations des très petits enfants.
- Aide à la recherche médicale du laboratoire du campus de l’hôpital Necker dans le domaine des interactions du système immunitaire et de l’intestin.
- Aide à la recherche médicale du laboratoire de l’université de l’Hôpital Debré dans le domaine des études des sucres dans le sang maternel utile au bon développement des fœtus.
- Aide à la recherche médicale du laboratoire de l’Université de Marseille dans le domaine du développement des lymphocytes (cellules immunitaires) qui assurent la protection de l’organisme contre les bactéries et les virus.
- Organisation du bal de la Rose annuel, qui accueille près d’un millier d’invités, organisé au profit charitable et philanthropique de la Fondation.
- Gestion de trois fonds de placement qui permettent par un prélèvement infime sur les frais de gestion de contribuer à financer la fondation.

## Budget[Quand?]
- Bal de la Rose : 340 277 €
- Produits des boutiques : 54 951 €
- Bibliothèque irlandaise : 9 300 €
- Dons manuels : 59 175 €
- Locations immobilières : 78 448 €
- Produits financiers : 854 375 €
- Fonds communs : 69 049 €
- Recettes diverses : 8 010 €
- Aide de bienfaisance globale accordée annuellement : 235 000 €